# جون فنسنت لوليس هوغن
جون فنسنت لوليس هوغن (بالإنجليزية: John Vincent Lawless Hogan)‏ هو مهندس أمريكي، ولد في 14 فبراير 1890 في فيلادلفيا في الولايات المتحدة، وتوفي في 29 ديسمبر 1960 في Forest Hills, Queens ‏ في الولايات المتحدة.